# Busseola
Busseola là một chi bướm đêm thuộc họ Noctuidae.

## Các loài
- Busseola convexilimba Strand, 1912
- Busseola fusca (Fuller, 1901)
- Busseola fuscantis Hampson, 1918
- Busseola hirsuta Boursin, 1954
- Busseola longistriga (Draudt, 1950)
- Busseola mesophaea Hampson, 1914
- Busseola obliquifascia (Hampson, 1909)
- Busseola pallidicosta (Hampson, 1902)
- Busseola phaia Bowden, 1956
- Busseola praepallens (Hampson, 1910)
- Busseola quadrata Bowden, 1956
- Busseola rufidorsata Hampson, 1914
- Busseola sacchariphaga Fletcher, 1928
- Busseola segeta Bowden, 1956
- Busseola submarginalis (Hampson, 1891)